# Gino De Craemer
Gino De Craemer, né le 10 mai 1963 à Bruges est un homme politique belge flamand, membre de la Lijst Dedecker, ex-membre du N-VA et avant cela du Vlaams Blok.
Il a un diplôme de l'enseignement moyen supérieur Latin-Sciences.

## Fonctions politiques
- Député au Parlement flamand :
  - du 4 juillet 2007 au 22 septembre 2008
  - du 1er octobre 2008 au 7 juin 2009